# 디비전 1
디비전 1(일본어: ディビジョン1)는 후지 TV 계열 제작으로 매주 수요일 심야 25:28 - 25:58에 방송된 텔레비전 드라마 시간대이다.

## 작품 목록
《승부 속옷 ♥》
《RUNNER'S HIGH》
《핑크 히프 걸》
《헝그리 키드》
《2H》
《범인 나간다》
《도쿄 미치카》
《방과후.》
《miracle》
《산류 대학 응원단》
《푸른하늘 사랑별》
《정삼각형의 정의》
《15세의 블루스》
《1242kHz 여기 닛폰 방송》
《오다이바 모험왕 SP 그이 선서!》
《돌아가신 말아라! 료마》